# Сафоев, Бахром Давронович
Академик Академии Наук «ТУРОН» Республики Узбекистан

## Членство в организациях
- Союз театральных деятелей Республики Узбекистан, 1996 г.
- Творческое объединение Академии художеств Республики Узбекистан, 1999 г.
- Международная ассоциация художников «VSC», США, 2002 г.
- Международное общество специалистов по профилактике и лечению от токсических веществ (ISSUP),] 2020 г[1].
- Ассоциация когнитивно-поведенческой психотерапии (АКПП), Россия, 2021 г.

## Награды и признание
- «Аълочии фарҳанги Тоҷикистон» («Отличник культуры Республики Таджикистан»), 2022
- «O'zbekiston madaniyat va san'at fidokori» («Отличник культуры и искусства Республики Узбекистан»), 2023
- «Садриддин Айний» нагрудный знак международного фонда им.Садриддина Айний, 2024
- Награждён дипломами и почётными грамотами за вклад в развитие культуры и искусства Узбекистана.
- Награждён дипломами и почётными грамотами зарубежных стран.

## Биография
1976—1994 года — среднее и высшее образование.
с 1993 года — профессиональная деятельность.
- Отец — Сафоев Даврон Искандарович (31 декабря 1932 год, м. Ходжа Ахрор Валий, Самарканд — 20 ноября 2015 год, Самарканд, Узбекистан) — Отличник культуры СССР, Отличник культуры Таджикской ССР, Отличник культуры Узбекской ССР, Заслуженный деятель искусств Республики Узбекистан. Театральный художник. Образование - Республиканское художественное училище им. Бенькова(Самарканд, Ташкент), Ташкентский театрально-художественный институт им. Островского. После окончания института направлен в Таджикистан. Являлся художником-постановщиком многих спектаклей в различных театрах Таджикистана. Заведующий учебной частью и основатель театрально-художественного отделения в республиканском училище искусств г. Душанбе, заместитель директора художественного комбината Министерства культуры Таджикистана, заместитель министра и председатель экспертной коллегии Министерства культуры Таджикистана, заместитель директора музея изобразительного искусства имени Бехзода, главный художник сатирического журнала «Хорпуштак». В 1971 году, по направлению Министерства культуры СССР Даврона Сафоева переводят в Узбекистан и семья переезжает обратно в родной город Самарканд, где он продолжает активную творческую деятельность. С 1971 года по 1993 год — Главный художник Самаркандского государственного театра оперы и балета. С 1993 года по 2012 год — Главный художник Самаркандского государственного театра музыки и драмы имени Хамида Олимджона.
- Мать — Акрамова Х. — педагог, преподаватель родного языка и литературы Самаркандского государственного университета, преподаватель в средней школе города Самарканда.

## Образование
- Диплом, Самаркандский архитектурно-строительный институт имени Мирзо Улугбека, факультет «Архитектура». Архитектор-дизайнер. Самарканд, Узбекистан

- Диплом, Московская Национальная Академия дополнительного профессионального образования, Психолог кризисных и экстремальных ситуаций, Арт-терапевт (сертификат), специалист по психосоматике (сертификат). Москва, Российская Федерация
- Postgraduate Certificate, IKI ACADEMY (Институт интеграции знаний (IIIT))

## Профессиональная деятельность
- Художник-постановщик театра малого предприятия «Ганжина», 1993—1996 г.г.
- Художник-постановщик, Главный художник Самаркандского государственного театра музыкальной драмы (им. Х. Олимжона). С 1996 года по настоящее время.
- Психолог-консультант. Специалист по кризисным и экстремальным ситуациям. Специалист по психосоматике. Арт-терапевт. С 2014 по настоящее время.
- Преподаватель кафедры «Ландшафтный дизайн и интерьер» Архитектурного факультета Самаркандского архитектурно-строительного института им. Мирзо Улугбека. Разные годы.

## Творчество

### Театральное искусство
Художник-постановщик более 60 спектаклей, художник-исполнитель более 80 спектаклей в Самаркандском государственном театре музыкальной драмы (имени Хамида Олимжона) и других театрах.
Список поставленных спектаклей на сценах театров (художник-постановщик)
1. «Миттивой»(«Проказник»), А. Нахуцрашвили, (реж. Ш.Халилов, Таджикистан), 1997
2. «Эшмат ва Тошмат» («Эшмат и Тошмат»), Ж.Махмудов, (реж. Ж.Махмудов), 1998
3. «Бехбудий», (художественное оформление, соавтор) Б. Исломов, (реж. Ш.Халилов, Таджикистан), 2000
4. «Бир ӯлиб кӯрайчи» (художественное исполнение), («Давай-ка умру»), Х.Хурсандов, (реж. А. Бобоев), 2002
5. «Бӯри меҳри»  (художественное исполнение), («Волчья любовь»), (реж. А.Бобоев), 2004
6. «Қақилдоқ» (соавтор), («Ворон-проказник»), Б.Фармонов, (реж. Б. Фармонов), 2005
7. «Бремен созандалари»  (художественное исполнение, соавтор),(«Бременские музыканты»), Г.Гладков, (реж. Б.Исломов), 2007
8. «Буюк Темур» («Великий Тимур»), М.Шайхзода, А.Орипов, Л.Керен, (реж. О.Салимов), 2007
9. «Оппоқой ва етти гном , («Белоснежка и семь гномов»), (художественное исполнение), Э.Колмановский, (реж. Б. Исломов), 2008
10. «Уч дангаса» («Три лентяя»), (реж. И.Султанов), 2008
11. «Мўчаллар саргузаштлари»  (художественное исполнение),(«Приключения созвездий»), Р.Хўжамуродов, (реж.Р.Хўжамуродов),  2008
12. «Жасур қуёнча» («Храбрый заяц»), А.Мамлеев, (реж. А. Мамлеев), 2008
13. «Сеҳрли қутича» («Жинди булиш хечгапмас»), («Волшебная шкатука»), (реж. Тошхўжаев), 2009
14. «Минг ўрик» («Абрикосовая долина»), Ф.Тўраев,(реж. И.Султанов), 2010
15. «Янги йил саргузаштлари» («Приключения в Новый год»),(реж. И.Султанов), 2010
16. «Сиртмоқ» («Петля»), М.Комилжонов, (реж. Т. Исроилов), 2010
17. «Оққуш» («Лебедь»), М.Комилжонов, (реж. Т. Исроилов), 2011
18. «Акс» («Отражение»), Б.Сафоев, (реж. Б.Сафоев), 2010
19. «Янги йил саргузаштлари» («Приключения в Новый Год»), И.Султанов, (реж .И.Султанов), 2010
20. «Изобретение», театр «Бумеранг», (реж. Джулия Сторри, Россия), 2011, Самарканд, Узбекистан
21. «Шумболанинг саргузашти» («Озорник»), Ғ.Ғулом, (реж. Д. Журабоев), 2011
22. «Ширин найранг» («Хитрая проделка»), Н.Ҳошимов, (реж. А. Хасанов), 2012
23. «Тақдир эшиги» («Двери судьбы»), Ш.Бошбеков, (реж. Ш. Санакулов), 2012
24. «Денгиздаги саргузаштлар» («Подводные приключения»), (реж. И.Султанов), 2012
25. «Скапеннинг найранглари» («Плутни Скапена»), Мольер, (реж. И.Султанов), 2012
26. «Кампир топайми, дадажон» («Папа, а может женишься?»), Х.Хурсандов, (реж. И.Султанов), 2012
27. «Огоҳ бўлинг одамлар» («Люди, будьте бдительны»), У.Азим, (реж. И.Султанов), 2012
28. «Собитқадам» («Целеустремлёная»), Б.Сафоев, (реж. Б.Сафоев), 2013
29. «Қорбобонинг халоскори» («Спасти Деда Мороза»), Ж.Тошхўжаев, (реж. Тошхўжаев), 2013
30. «Заҳарли томчилар» («Ядовитые капли»), Т.Малик, (реж. А. Ниязов), 2013
31. «Ойдинда юрган одамлар» («Бродящие под луной»), Тоғай Мурод, (реж. Хасан Кадыров), 2014
32. «Анвар ботирнинг саргузашти» («Приключения Анвар-Батыра»), (реж. И.Султанов), 2014
33. «Тўполонтой ҳангомаси» («Рассказ о Туполонтое»), Т. Юнус, (реж. И.Султанов), 2014
34. «Қоб-ил» («Каин и Авель»), Н.Шодмонов, (реж. А. Ходжакулиев), 2014
35. «Янги йил саргузаштлари» («Приключения в Новый Год»), Е.Калугин, (реж. Ш. Санакулов), 2014
36. «Давлат болалари» («Дети государства»), Р. Мухаммаджонов, (реж. Б. Назаров), 2015
37. «Трям! Салом!» («Трям! Здравствуйте!»), С.Козлов, (реж. Ш. Санакулов), 2015
38. «Ўжар қайнона» («Строптивая свекровь»), С. Имомов, (реж. И. Султанов), 2015
39. «Разолат қурбонлари», («Жертвы обмана»), Н. Хошимов, (реж. И.Султанов), 2015
40. «Жон Самарқанд» композицияси  (художественное исполнение), («Родной Самарканд» композиция), (реж М. Мамадаминзода), 2015
41. «Қувноқ шаҳарчадаги саргузаштлар» («Приключения в весёлом городе»), Д.Шерматова, (реж.Ш. Санакулов), 2015
42. «Оромижонимсан мани» («Моя душечка»), О.Салимов, (реж. Ш. Санакулов), 2016
43. «Улуғбек Юлдузлари» композицияси, («Звёзды Улугбека» композиция), (реж. М. Мамадаминзода), 2016
44. «Шумбола», («Озорник», 2й вариант), 2016
45. «Самарқанд сайқали» Алишер Навоий Самарқандда(«Гордость Самарканда» Алишер Навои в Самарканде), И.Мирзо, (реж. ) 2017
46. «Имон», («Вера»), И.Султон, (реж. Ё. Саъдиев), 2017
47. «Меҳридарё», («Ӯзбекча рақс»), («Милосердие», «Танец по-узбекски»), Н.Аббосхон,(реж. Б. Назаров), 2017
48. «Кӯчки», («Лавина»), Т.Жуженоғли,Туркия (реж. В. Умаров), 2017
49. «На малаксан, на фаришта», Машраб («Поэт Машраб»), Н.Қобилов, (реж. Б. Назаров), 2018
50. «Кузнинг биринчи куни», («Первый день осени»), У.Умарбеков, (реж. Ш. Санакулов), 2018
51. «Сохил бӯйлаб чопаётган олапар», («Пегий пёс бегущий краем моря»), Ч.Айматов, (реж. Х. Бурхонов), 2018
52. «Буёқчи», («Маляр»), Т. Жуженоғли, Туркия (реж. М. Абдуллаева), 2018
53. «Навоий анжумани», Узбеккино, Meros-cinema, А. Каюмов, Г. Шермухаммад (реж. Г. Шермухаммад), 2018
54. «Бремен созандалари», («Бременские музыканты»), Г.Гладков, (реж. Ш. Санакулов), 2019
55. «Юқолган юрак», («Потеряное сердце»),Хайитмат Расул, (реж. И.Султанов), 2019
56. «Мирзо Улуғбек» Регистон майдони,  (художественное исполнение), Площадь Регистан, (реж. О. Салимов), 2019
57. «Она юраги», («Сердце матери»), М.Комилжонов, (реж. Х. Бурхонов), 2019
58. «Танҳо юлдуз», («Одинокая звезда»), (реж. В. Умаров), 2019
59. «97 хона», («Комната № 97»), Н. Саймон, (реж. Ш. Санакулов), 2020
60. «Ханума», А. Цагарели, (реж. Б. Назаров), 2020
61. «Падаркуш» («Отцеубийца»), Махмудходжа Бехбуди, (реж.Муроджон Турдиев) 2020
62. «Жаннати одам»,(Райский человек),  Шахобиддин Калонхон, (реж. Ш. Санакулов), 2021
63. «Белоснежка и семь гномов»(2й вариант), Э. Колмановский, (реж. Ш. Санакулов), 2021
64. «Аршин мал алан» У. Гаджибеков, Гос. Академический театр оперы и балета им. С.Айни, Душанбе, Таджикистан, (реж. Ш. Халилов), 2021
65. «Устоз» («Наставник»), Бобур Хамроев, (реж. Г. Мардонов), 2021
66. «Янги йил саргузаштлари» («Новогодние приключения»), Б.Хамидов, (реж. А.Хасанов), 2021
67. «Қайнона» («Свекровь»), Маджит Шамхалов, Драматический театр города Каттакургана, (реж. Аскер Аскеров, Азербайджан), 2022
68. «Кўнгиллар мулкининг султони - шайх Низомий Ганжавий» («Низами Гянджави»), Ифтихар, (реж. Сарвар Алиев, Азербайджан), 2023
69. «ҚУРОЛБАРДОР» («ОРУЖЕНОСЕЦ»), Б. Сафоев, (реж. Искандар Султанов), 2023
70. «Қиролнинг янги либоси» («Новое платье Короля»), Г. Х. Андерсен (реж. А. Хасанов), 2023
71. «Легенда пера» («Симург»),  Х. Олимжон (реж. А. Ниязов), Самаркандский русский драматический театр, 2024
72. «Одамга ёрдам беринг» («Помогите людям»), К. Норкобил (реж. А. Хасанов), 2024
73. «Матонат» («Непоколебимость»), Раъно Одилова (реж. Ш. Санакулов), апрель 2025
74. "Бехбудий" Фармон Тошев (реж. Ф. Бойназаров), май 2025
75. "Золушка" Шварц (реж. А. Хасанов), июнь 2025

Список поставленных спектаклей (как режиссёр-постановщик)
1. «АКС», («Отражение»), Б.Сафоев, 2010
2. «Собиткадам», («Целеустремлённая»), Б.Сафоев, 2012
3. «Мусаввир», («Художник»), Б.Сафоев, 2014

### Драматургия (пьесы Б.Сафоева)
1. «Отражение», драма, 2010
2. «Целеустремлённая», эпическая драма, 2011
3. «Художник», феерическая драма, 2013
4. «А вот и я», драма, 2014
5. «Оборванные струны», трагедия, 2014
6. «Легенда любви», лирическая драма, 2015
7. Перевод с узбекского языка на русский пьесы Ф.Тошева «Тазарру» («Покаяние»), 2021
8. «Оруженосец», драма, 2023
9. Перевод с узбекского языка на русский пьесы Х. Хурсандова «Ўлдинг азиз бўлдинг» («После смерти и почёт!»), 2023
10. Перевод и инсценеровка пьесы с грузинского на русский и узбекский Рафиэля Эристави "Сначала они умерли, потом поженились", 2025

### Кино
1. Художественно-документальный фильм «Великий Тимур» — в роли Александра Македонского, 1999 г, Узбекистан
2. Художественный фильм «Художник» — режиссёр-постановщик, также в роли Художника, 2013 г, Узбекистан
3. Художественно-документальный фильм «Навоий анжумани» — художник-постановщик, также в роли учёного Али Кушчи, 2018 г, Узбекистан

### Конкурсы
- Победитель в номинации «За лучшую сценографию спектакля» международного фестиваля профессиональных театров «ПАРАСТУ 2021» , Душанбе, Таджикистан[2]
- Лауреат театрального фестиваля «НИХОЛ», «За лучшую работу художника» г. Ташкент, 2000 г.
- Победитель международного конкурса архитектурного комплекса Абуабдулло Рудакий на площади Регистан, г. Самарканд, 1994 год.

### Выставки, фестивали и массовые мероприятия
- Участие в международном фестивале профессиональных театров «Навруз». Душанбе, Таджикистан, 2-7 май, 2025 г.
- Создание и торжественное открытие музея-студии Заслуженного деятеля искусств Узбекистана Даврона Сафоева в Самаркандском государственном театре музыкальной драмы. 28 марта 2025г.
- Выставка работ Заслуженного деятеля искусств Узбекистана Даврона Сафоева и Бахрома Сафоева под названием "Разговор об отце" в художественной галерее «Чорсу» г. Самарканда. Выставка посвящена Международному дню театра. Открытие состоялось 27 марта 2024 г.
- Вернисаж портретов под названием "«Великие мыслители и учёные Средневекового востока» в Самаркандском международном технологическом университете (SIUT), посвященный международному дню работников культуры, 14 апрель 2023 год
- Подписание меморандума о сотрудничестве между Государственным Академическим театром оперы и балета им. С. Айни (Таджикистан) и Самаркандским государственным театром музыкальной драмы (Узбекистан). 2022 год
- Участие в 14-м международном фестивале театров "ETHOS", Анкара, Турция, 2022 год
- Персональная выставка «Вспоминая» в Самаркандском государственном театре музыкальной драмы, 2021 год.
- Дизайнер, Главный художник Самаркандской области по проведению массовых культурных мероприятий «День Независимости», «Навруз» и другие в Самаркандской области и городе Ташкенте, разные года с 1995 года по настоящее время.
- Персональная выставка «В ожидании» в Самаркандском государственном театре музыкальной драмы, 2019 год.
- Выставка театральных работ в городах Шымкент и Сайрам в период проведения «Года Казахстана в Узбекистане», Казахстан, 2019 год
- Персональная выставка работ в Национальной Галерее Димитрия Шеварднадзе города Тбилиси (Грузия), 2018 г.
- Автор проекта и выставка работ, посвящённого памяти Заслуженного Деятеля Искусств Узбекистана Даврона Сафоева в городе Ташкенте, «Санъат», Дом фотографии, 2016 год.
- Выставка театральных работ и участие в международном фестивале театров города Конья, Турция, 2018 год.
- Участие в международном фестивале театров «САМГАУ» города Астана, Казахстан, 2018 год.
- Персональная выставка и первый в Самарканде проект современного искусства «Круг Памяти», посвящённый памяти Заслуженного Деятеля Искусств Узбекистана Даврона Сафоева в Самаркандском театре драмы и музыки имени Хамида Олимжона, 2016 год.
- Персональная выставка творческих работ «В мастерской художника» посвящённая открытию 100-го театрального сезона в Самаркандском театре драмы и музыки имени Хамида Олимжона, 2014 г.
- Участие в международных театральных фестивалях в городах Узбекистана, с 2000 года по настоящее время.
- Регулярная выставка театральных работ в Самаркандском театре драмы и музыки имени Хамида Олимжона, 1999 г. по настоящее время.
- Регулярное участие в Республиканских и Областных выставках художников, 1994 год по настоящее время.
- Автор портретов великих деятелей и просветителей Востока. Создатель более 100 образов, с 1998 года по настоящее время.
- Автор книги — сборника собственных пьес, поставленных на сценах театров. Издательство «Навруз» г. Ташкент, 2013 год.
- Выставка работ по искусству восточной миниатюры в Галерее Центра Рокфеллер (The Rockefeller Center) города Нью-Йорка, штат Нью-Йорк, США, 2006 г.
- Выставка работ по искусству театра в Галерее Изящных Искусств (Gallery of Fine Arts) города Нью-Йорка, штат Нью-Йорк, США, 2005 г.
- Выставка работ по искусству восточной миниатюры, декорация и костюм театра в Мировом Торговом Центре (The World Trade Center) города Бремена, Германия, 2004 г.
- Выставка работ по искусству восточной миниатюры в Галерее Изящных Искусств (Agora Gallery of Fine Arts) города Нью-Йорка, штат Нью-Йорк, США, 2003 г.
- Выставка работ по искусству восточной миниатюры в Галерее «Красная мельница» Международного Центра Искусств «The Red Mill Gallery», «VermontStudioCenter». город Джонсон, штат Вермонт, США, 2002 г.
- Главный дизайнер проекта по проведению дней Японии в Самарканде на площади Регистан, 2002 г.
- Автор барельефа Народного артиста Узбекистана А.Джураева в фойе Самаркандского государственного театра кукол, 2000 год.
- Главный дизайнер по художественному оформлению города Самарканда при проведении международного фестиваля музыки «Шарк тароналари», 1997—2003 года.
- Главный дизайнер по реконструкции и созданию экспозиции музея Садриддина Айни, г. Самарканд, 1998 год.
- Главный дизайнер по художественному оформлению зала конференций Самаркандского Государственного Университета имени Алишера Навои, 1997 год.
- Главный художник по проведению Первого Республиканского конкурса певцов имени Хожи Абдулазиза Абдурасулова, 1997 год.
- Художник-иллюстратор около 25 книг поэтов и писателей разных времён. 1994 г. по настоящее время.
- Основатель проекта по возрождению и сохранению наследия Самаркандской школы миниатюры и создания нового современного направления в этом виде искусства, г. Самарканд, с 1989 года по настоящее время.

## Психология
- Разработка метода арт-терапии «МетаПроекция» («METAPROJECT»)
- Специализация и исследования в области телесно-ориентированных методов личностного роста, психосоматики и телесной психотерапии. Определение важности сознания и подсознания и разрешение противоречий между ними, преодоление внутренней двойственности, устранение источников внутрипсихических конфликтов методами телесной психокоррекции.
- Разработка и создание МАК (Метафорические ассоциативные карты) с использованием национальных особенностей региона.

#### Сертификаты и дипломы в сфере психологии
Более 70 сертификатов и дипломов:
- RENAISSANCE TRAINING ACADEMY, London, United Kingdom
- HEALTH KNOWLEDGE, Buckinghamshire, United Kingdom
- CENTRE OF EXCELLENCE, Manchester, United Kingdom
- ADAMS ACADEMY INC. LTD. LONDON, United Kingdom
- «ALISON»,  London, United Kingdom
- MACQUARIE UNIVERSITY, AUSTRALIA
- UNIVERSITY OF SIDNEY, AUSTRALIA
- Балтийский Федеральный Университет (БФУ) имени Канта, Россия
- INSTITUTE of PROFESSIONAL EDUCATION, Россия
- МЕЖДУНАРОДНЫЙ ИНСТИТУТ ПРИКЛАДНОЙ ПСИХОЛОГИИ И УПРАВЛЕНИЯ «АРТЕ», Россия
- Санкт-Петербургский государственный университет, Россия
- Томский государственный университет, Россия
- НАЦИОНАЛЬНЫЙ ОТКРЫТЫЙ УНИВЕРСИТЕТ «ИНТУИТ», Россия
- THE HARVARD MEDICAL SCHOOL, Boston, MA, USA
- POSTGRADUATE CERTIFICATE, IKI ACADEMY, International Institute of Islamic Thought (IIIT), USA
- AMERICAN ACADEMY OF ADDICTION PSYCHIATRY, USA
- SAYLOR ACADEMY, Washington DC, USA
- JOHNS HOPKINS UNIVERSITY, Baltimore , USA
- UNIVERSITY OF YALE, USA
- WESLEYAN UNIVERSITY, Connecticut, USA
- The University of North Carolina at Chapel Hill, USA
- UNIVERSITY OF FLORIDA, USA
- UNIVERSITY OF CALIFORNIA, DAVIS, USA
- UNIVERSITY OF PENNSYLVANIA, USA
- UNIVERSITY OF TORONTO, CANADA
- INTERNATIONAL TRAINING COMPANY “OSNOVA”, UKRAINE